# Madres de la Plaza 25 de Mayo

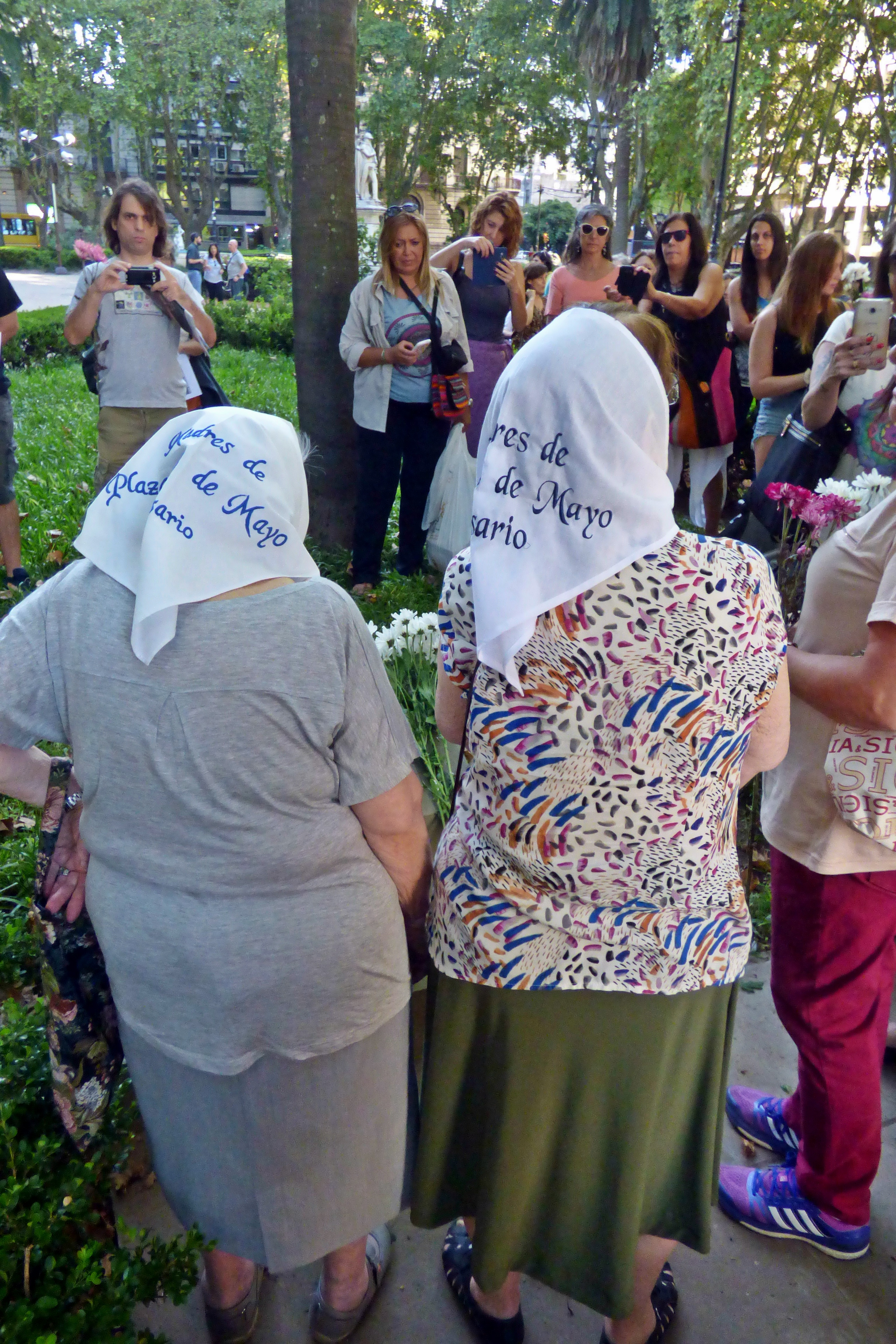
Madres en la marcha del 26 de enero de 2017, Plaza 25 de Mayo

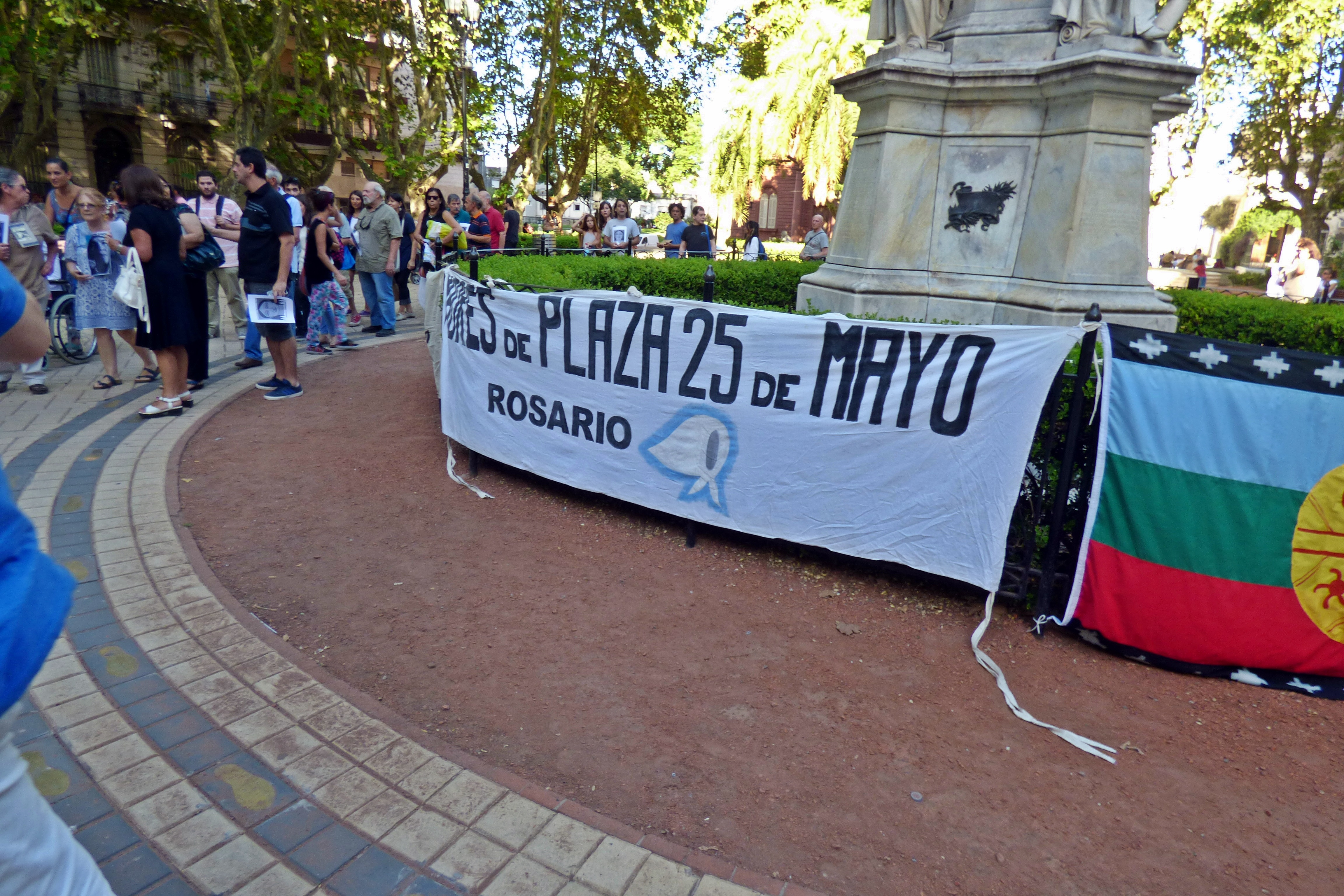
Marcha de los jueves, enero de 2017

Madres de la Plaza 25 de Mayo (conocida también simplemente como "Madres Rosario") es una agrupación de derechos humanos de Rosario, Santa Fe, Argentina creada por un puñado de mujeres que buscaban respuestas a las desapariciones forzadas de sus hijos en el marco del terrorismo de Estado durante la última dictadura cívico militar. Inicialmente fueron filial de Madres de Plaza de Mayo, pero luego desarrollaron una historia asociativa propia. Las filiales de Madres del interior en su mayoría, salieron de la Asociación para seguir luchando en cada lugar, en cada momento por la liberación del pueblo, compartiendo con otras Madres, con todos los organismos de derechos humanos, con los que venían caminando desde hace muchos años, con los compañeros que no se quebraron, con los jóvenes, con los movimientos sociales, etc. El nombre se debe a la plaza rosarina donde hacen todos los jueves su marcha semanal pidiendo justicia, la Plaza 25 de Mayo.

## Contexto histórico
Rosario, al igual que otras ciudades de Argentina estuvo convulsionada por la violencia política en los años sesenta y setenta. La creciente represión y proscripción desatada desde el golpe militar de 1955 fue respondida por grandes luchas que fueron originando y acumulando experiencias de organización. Esa acumulación condujo, entre otras a las movilizaciones de los trabajadores y estudiantes desarrolladas en mayo y septiembre de 1969, recordadas popularmente como Rosariazo y a la formación de organizaciones políticos-militares en la zona.  Frente a eso, la represión que desataron las distintas fuerzas de seguridad y los grupos paraestatales se intensificó en los años previos al golpe. La dictadura que comenzó el 24 de marzo de 1976 no hizo más que sistematizar esa maquinaria de terror puesta en marcha tiempo atrás.
En ese contexto, los integrantes de los organismos de derechos humanos, tuvieron que transformar sus propias prácticas y creencias para salir en busca de los desaparecidos.

## Centros clandestinos de detención
En la zona del Gran Rosario funcionaron más de 10 Centros Clandestinos de Detención. Allí estuvieron secuestradas más de mil personas, 350 de las cuales continúan desaparecidas. Entre ellos:
1. Escuela Industrial N.º 288 Osvaldo Magnasco, Ovidio Lagos y Zeballos[3]
2. Fábrica Militar de Armas Domingo Matheu
3. Destacamento de Inteligencia 121[4]
4. Cárcel de Encausados, Suipacha y Zeballos
5. Batallón de Arsenales, Fray Luis Beltrán;[5]
6. La Calamita, Granadero Baigorria.
7. La quinta de Funes, ruta nacional N.º 9, parador N.º 11;[6]
8. La intermedia, Villa la Ribera, sobre la autopista Rosario.Santa Fe;[7]
9. Servicio de Informaciones (SI) de la Policía Provincial.

## Breve reseña
El primer agrupamiento que se forma sobre finales de 1977 es Familiares de Desaparecidos, donde ya participaban algunas madres que se enteraban durante sus recorridas por los centros de detención que no eran las únicas que estaban buscando a sus hijos.
Al principio, las Madres se juntaban en sus propias casas y cuando podían,  siempre obligadas a mantener los encuentros en la clandestinidad. Hasta que a finales del año 1977 la Liga Argentina por los Derechos del Hombre les cede un local en cortada Ricardone 58, el primer lugar “formal” de reunión. En ese local se funda Familiares, cuyo primer presidente fue Fidel Toniolli.
En la vieja casona de cortada Ricardone se reunían -junto a los referentes de aquella organización- nombres hoy casi olvidados de la resistencia a la dictadura militar y resguardados en la memoria de las Madres: Ángel, María Dolores y Carmen Albá; María de Prat; Nelly Huarque; Catalina Fleming de Araya; Ana Ponce de León; Julio Parente; junto a muchos jóvenes que siguen hoy acompañando a las Madres en su marcha: Ana Moro, Alicia Lesgart, Graciela Diez, Lilian Echegoy. Y las presencias, ya míticas, de Fidel Toniolli y de la abogada Delia Rodríguez Araya.
"Así nace en Rosario nuestro movimiento. Después, algunas de nuestras integrantes - Nelma Jalil, Esperanza Labrador, Elvira Finsterwald, Irma Molina- empezaron a viajar a Buenos Aires, a marchar con las Madres en Plaza de Mayo. Ellas proponen que lo podíamos hacer acá también, y así surge el movimiento Madres de Plaza 25 de Mayo de Rosario, en los 80", recuerda Elsa "Chiche" Massa.
Con esa precaria pero solidaria estructura comienzan las primeras reuniones y actividades como colectas para juntar dinero con el objetivo de publicar solicitadas pidiendo por el paradero de sus hijos. La primera de esas solicitadas de Familiares salió en un diario de Buenos Aires ya que ninguno de los diarios rosarinos aceptó el pedido, una actitud que persistió casi hasta el final de la dictadura (1982).
La actividad de las Madres en Rosario recién comienza a visualizarse a finales de 1982, cuando el régimen militar entra en una crisis que sería terminal por el efecto combinado de la Guerra de Malvinas,  terminada en desastre y la mala situación económica que atravesaba el país.
Si bien la organización de Madres Rosario se fortaleció durante 1984, fue la marcha de marzo de 1985 la que marcó el nacimiento formal del organismo. Ese año, el grupo de mujeres participó de la movilización con pancartas y con los emblemáticos pañuelos blancos, y comenzaron a organizarse las rondas “rosarinas” en la plaza 25 de Mayo local. Primero funcionaron como delegación de la agrupación capitalina, aunque el grupo local se manejaba con mucha autonomía desde el principio. En 1995, al manifestarse algunas diferencias con la Asociación Madres de Plaza de Mayo de Buenos Aires, la agrupación rosarina adopta el nombre de Madres de Plaza 25 de Mayo, en referencia al nombre de la plaza rosarina.

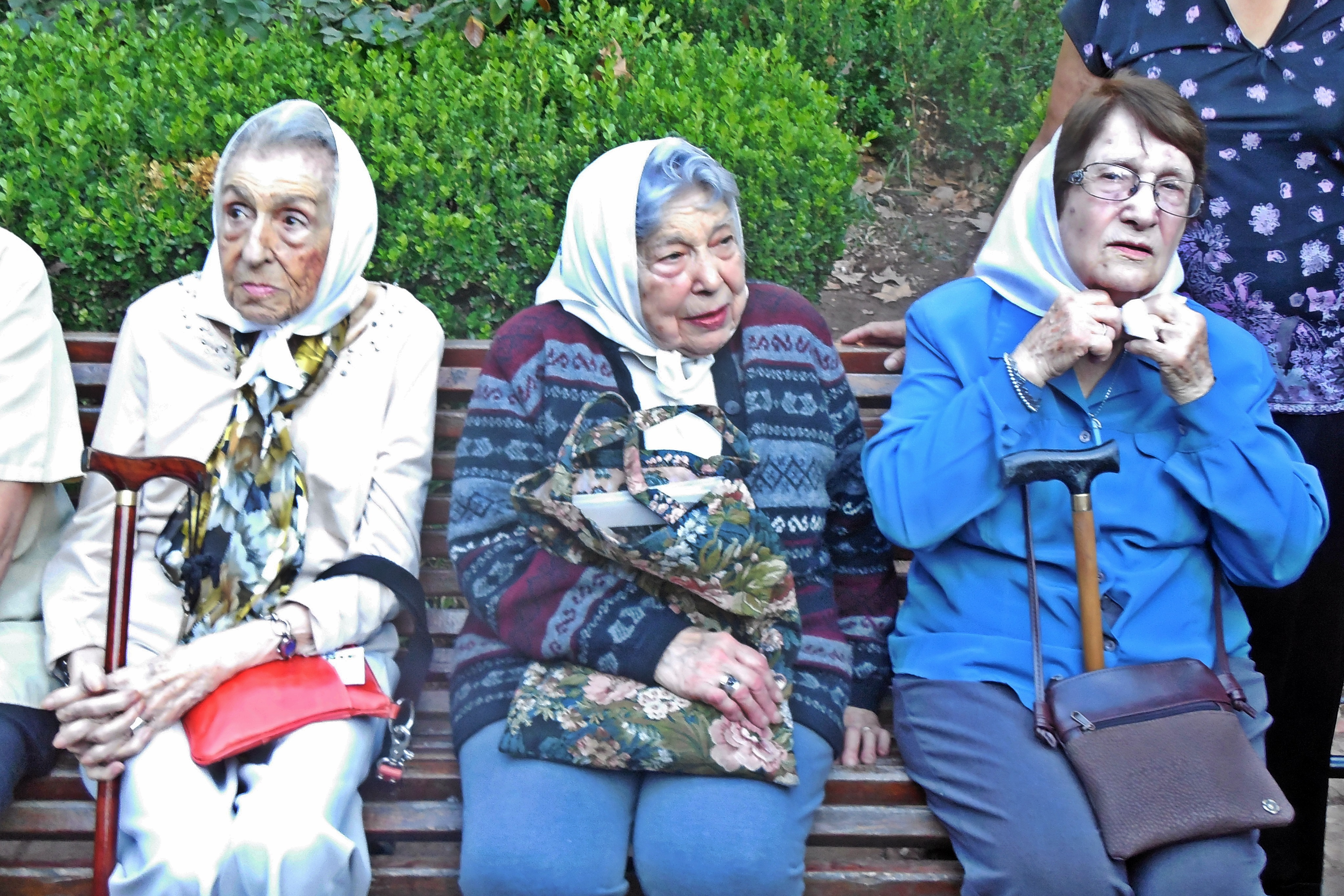
Adela Forestello, Elsa Massa y Norma Vermeulen en la Plaza, 4 de mayo de 2017

El reclamo fundacional era encontrar a sus familiares con vida. Luego se incorpora el reclamo de justicia, aunque se seguía pidiendo la aparición con vida no solo por convicción política sino también desde el aspecto legal: si se aceptaba que estaban muertos los crímenes podían prescribir.
Las que llevaban adelante inicialmente la lucha a nivel local era un grupo de unas 10 madres, un número importante para Rosario, una ciudad donde el impacto de la represión no alcanzó los niveles de otras de escala parecida como La Plata o Córdoba.

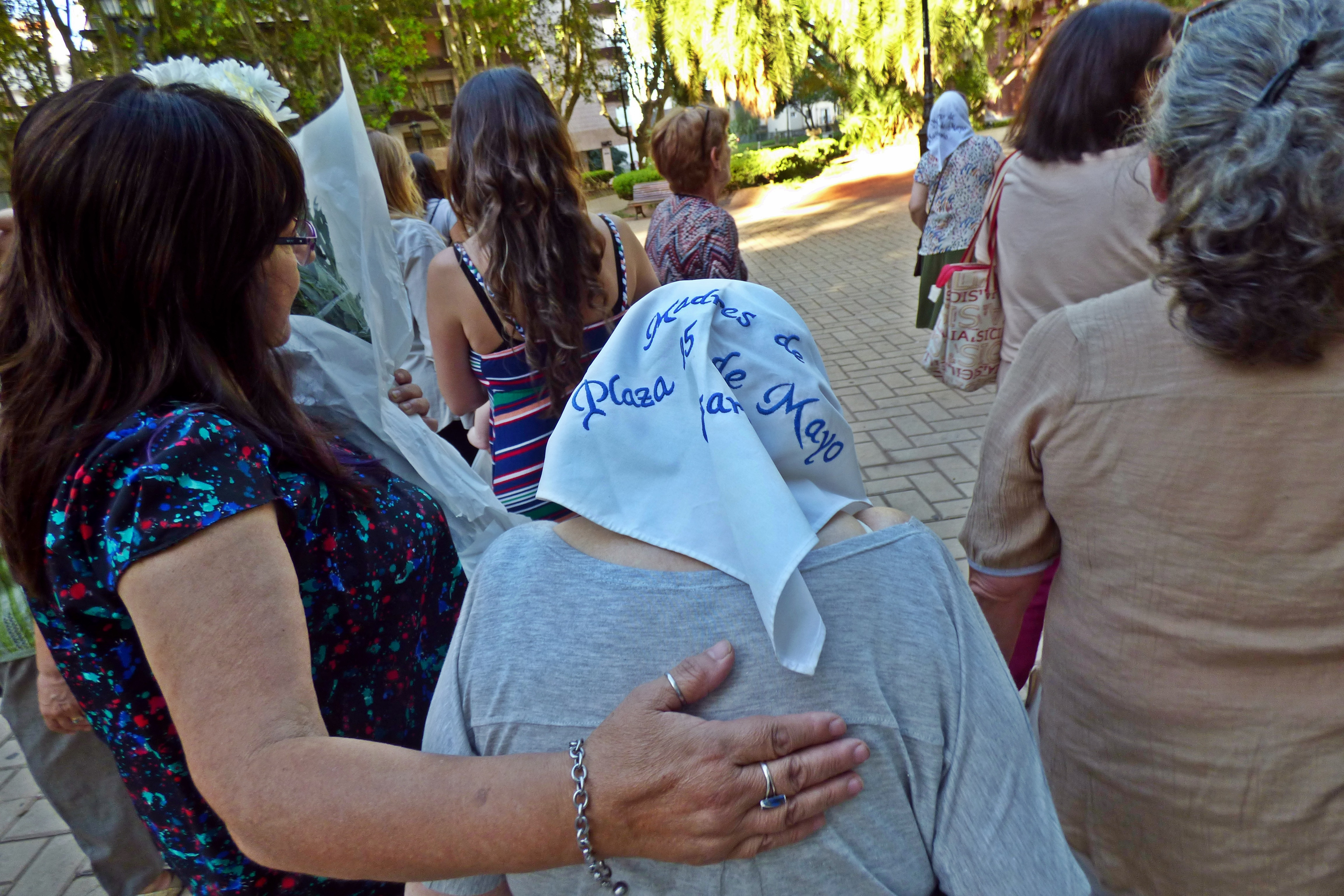
Quedan pocas Madres vivas pero muchos que las acompañan y seguirán su lucha

A las Madres para desacreditarlas las llamaron "locas" y su respuesta fue la valiente persistencia de la ronda de los jueves donde la experiencia personal adquirió un significado histórico.
La mayoría de las madres que conformaron el grupo inicial ya fallecieron (Irma Molina en 2004; Elena Belmont en 2005; Nelma Jalil y Darwinia Galicchio murieron en 2008; Nelly Galasso en 2009; Élida López en 2010;   Esperanza Labrador falleció en 2011; Elvira Finsterwald y Lucrecia Martínez en 2013; Herminia Severini, en 2014), aunque otras como Norma Vermeulen y Elsa Massa, siguen luchando,  multiplicándose en una actividad admirable,  participando de las marchas de los jueves. 
Ya no quedan más Madres vivas pero la cantidad de hijos e hijas, tías y tíos y otros miembros de la familia que todavía están tratando de recuperarse de las acciones de la dictadura cívico militar desde hace 40 años es inimaginable. La última sobreviviente de las Madres, Adela Forestello, falleció el 11 de agosto de 2021,  a los 97 años.

## La historia en un libro
Marianela Scocco publicó un libro sobre las Madres de Plaza 25 de mayo de Rosario, donde se intenta reconstruir las historias y vivencias de las Madres de Rosario a partir de sus propios relatos, prestando especial atención al carácter subjetivo de la memoria.
El título del libro Scocco lo tomó de las palabras de otra Madre inolvidable, Élida López, pronunciadas en el Acto por el 30 Aniversario del golpe de Estado, en 2006. 

### Escritos personales
En julio de 2010 se presentó el libro editado por Fundación Ross, titulado "Relatan las madres de La Plaza", escritos personales sobre la relación con sus hijos desaparecidos, compilados por Aída Albarrán.

## Otras integrantes
Otras integrantes de Madres fueron Noemí De Vicenzo, Matilde Toniolli, Nelly Galasso, Herminia Severini, Lucrecia Martínez, Elvira Finsterwald, Nélida Moro, Elena Belmont, Marta C. Hernández, Adela Forestello, María Rosa White, Irma Molina, Elisa Medina, Haydee Garat y Laura Elsa Tasada.  También integraban Madres:  Beatriz Di Fiori  (madre de Antonio Ramón Di Fiori,  militante de la Juventud Peronista,  secuestrado-desaparecido en la localidad de Fray Luis Beltrán, Santa Fe, el 21 de julio de 1976, a los 26 años); Ángela Tovo (madre de Antonio Luis Tovo, empleado en la concesionaria de coches Reutemann, militante montonero secuestrado en Rosario, el 4 de junio de 1980, a los 27 años, cuando dos coches lo interceptaron en la calle y se lo llevaron); Francisca Acosta (Madre de José Luis Acosta,  nacido el 26 de septiembre de 1953, que trabajó en el Hospital de Niños Víctor J. Vilela y desaparecido el 20 de agosto de 1977 hasta la fecha); Ana María Sciangula de Díaz (madre de Celia Mónica Díaz Sciangula, desaparecida el 04/01/77, a los 17 años, mientras se encontraba durmiendo en lo de su abuela, adonde fueron a buscarla. Su novio Carlos Ramón Gutiérrez, en la fecha de su desaparición, el 1/10/76, se encontraba cumpliendo el servicio militar obligatorio) y Blanca Potti (madre de Hugo Alberto Megna).

## Todos los nombres

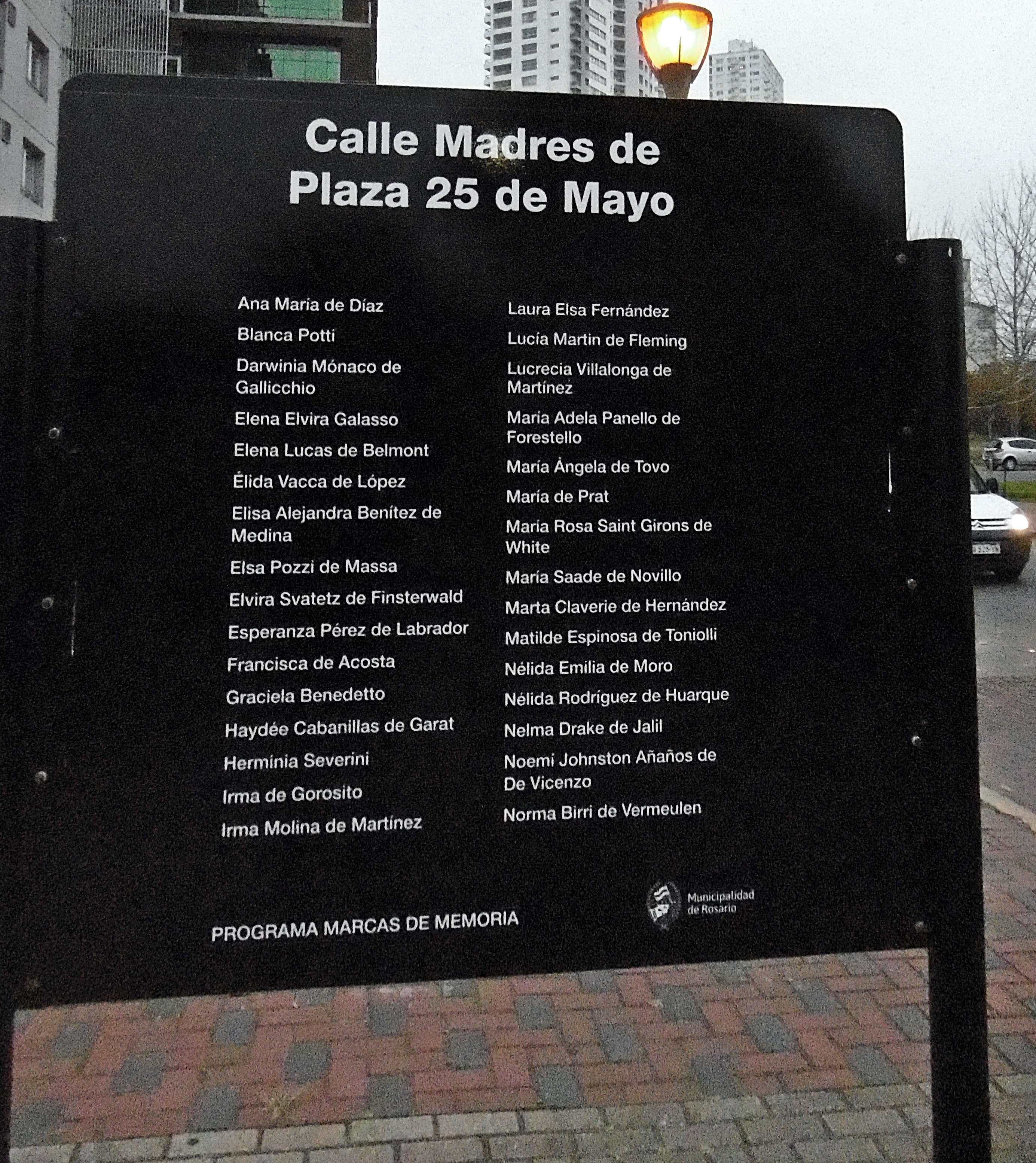
Cartel de la Calle Madres de Plaza 25 de Mayo, en Rosario.

El siguiente es el listado completo, ordenado alfabéticamente por el primer nombre, según figura en el cartel de la Calle que lleva el nombre de Madres de Plaza 25 de Mayo, en Rosario: Ana María de Díaz; Blanca Potti;  Darwinia Mónaco de Gallicchio;Elena Elvira Galasso; Elena Lucas de Belmont; Élida Vacca de López; Elsa Alejandra Benítez de Medina; Elsa Pozzi de Massa, Elvira Svatetz de Finsterwald; Esperanza Pérez de Labrador; Francisca de Acosta; Graciela Benedetto; Haydée Cabanillas de Garat; Herminia de Severini; Irma de Gorosito, Irma Molina de Martínez; Laura Elsa Fernández, Lucía Martín de Fleming, Lucrecia Villalonga de Martínes; María Adela Panello de Forestello; María Ángela de Tovo, María de Prat, María Rosa Saint Girons de White, María Saade de Novillo; Marta Claverie de Hernández; Matilde Espinosa de Toniolli, Nélida Emilia de Moro; Nélida Rodríguez de Huarque, Nalma Drake de Jalil; Noemí Johnston Añaños de De Vicenzo; Norma Birri de Vermeulen. (Programa Marcas de Memoria, Municipalidad de Rosario)

## Distinciones
El gobernador Jorge Obeid  distinguió en 2006, cómo “Maestras de la vida” a las madres y abuelas de plaza de mayo. Por las Madres de la Plaza 25 de Mayo y Abuelas de Plaza de Mayo estuvieron presentes Elsa Massa, Darwinia Gallicchio, Martha Hernández Larguía, Norma Vermeulen, Elida López, Nelma Jalil, Noemí De Vincenzo, Ana María Díaz y Matilde Toniolli.  En ese acto, las Madres aseguraron estar “orgullosas” por la distinción recibida y agradecidas al gobernador por el reconocimiento y expresaron: “Cerramos los ojos y vemos a todos los desaparecidos, a los compañeros de nuestros hijos, a nuestros hijos” para culminar remarcando que “ser madres de la vida significa enseñar todo lo que hemos aprendido, nuestra experiencia y difundirla para que la gente la estime y nos lleguen a comprender y que nunca más vuelva a ocurrir”. Además del reconocimiento, Obeid entregó a cada una de las Madres y Abuelas presentes un retoño del ginkgo biloba, árbol alegórico de Hiroshima y libros para la Biblioteca Popular de la memoria.
Madres de Plaza 25 de Mayo, olvidadas muchas veces por funcionarios y silenciadas por medios; siguen siendo una referencia ética.

### Reconocimientos

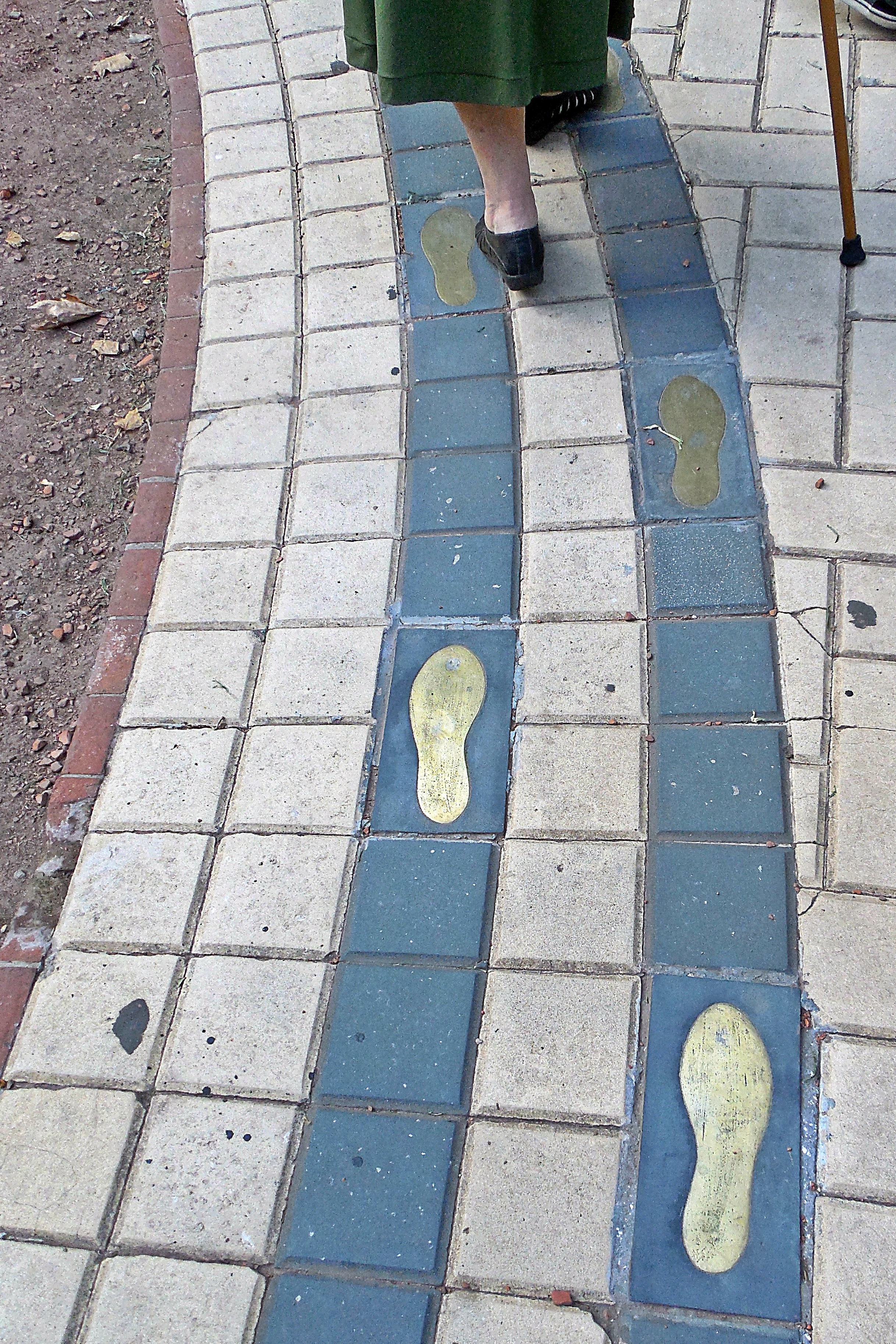
Pasos Encontrados

- En marzo de 2015, el gobernador Antonio Bonfatti, entregó los legajos de 361 víctimas del terrorismo de Estado en la Provincia, haciendo un reconocimiento a las asociaciones y personas que siempre han luchado por la memoria. Las tres Madres, Norma Vermeulen, Lila Forestello y Elsa Massa, presentes junto al obispo metodista Federico Pagura, fueron las primeras en recibir sus carpetas.[26]
- Una calle de Rosario el área del Centro de Renovación Urbana Scalabrini Ortiz lleva el nombre "Madres de plaza 25 de mayo", por iniciativa de una niña rosarina que participó de un programa de la Secretaría municipal de Cultura.[27]

- También la Escuela Secundaria Nº 514 de Rosario pasó a llamarse en 2013, "Madres de Plaza 25 de Mayo", nombre elegido por toda la comunidad educativa.[28]
- “Pasos Encontrados”,  se inauguró en 2016 en la Plaza 25 de Mayo,  obra del artista plástico Dante Taparelli, en memoria de las Madres[29] que inmortaliza en bloques de cemento y bronce, replicando las huellas reales de varias de las mujeres que integraron e integran la Asociación de Madres de la Plaza 25 de Mayo, su lucha y testimonio.[30]
- Una de las aulas de la Facultad de Ciencia Política y Relaciones Internacionales de la Universidad Nacional de Rosario,  lleva desde 2016 el nombre de Madres de Plaza 25 de Mayo de Rosario,  reconocidas por "su incansable y pacífica lucha contra la impunidad y su constante compromiso en la defensa de los derechos de los pueblos.[31]
- “La ronda”,  una escultura cinética emplazada en 2016 en la histórica plaza. en un homenaje de HIJOS Rosario a las Madres de la Plaza 25 de Mayo. Obra de Juan Shegtel, es una escultura de hierro de 4 metros de alto: un molinete de pañuelos.[32]